# 阿格斯塔号潜艇
阿格斯塔号，是马来西亚国防部向法国海军集团订购的奥古斯塔级退役潜艇，以作为马来西亚皇家海军的训练潜艇。于2009年宣布正式购入后，2011年改建为潜水艇博物馆。
原为法国在1979年在瑟堡船厂制造的柴油动力潜水艇，一直服役于法国海军直到2001年7月13日退役。2002年，马来西亚国防部在向法国海军集团购买的两艘鲉鱼级潜艇（东姑阿都拉曼号潜艇和敦拉萨号潜艇）的合约中，将本潜艇提供给马来西亚皇家海军作为培训潜艇船员的用途。2004年，海军集团对本潜艇进行了修复后，由一支从海军分离出来的船员为马来西亚潜艇提供初始训练和驾驶服务。因此，这使得本潜艇具有独特性，属于平民所有，但由法国军事人员维护。本潜艇于2005年交付给马来西亚海军后，直到2009年一直作为训练潜艇。由于本潜艇对建立马来西亚潜艇部队中发挥了重要作用，2009年法国宣布将本潜艇出售给马来西亚，但详细情况不明。2010年，本潜艇一直在法国布雷斯特船厂整修。直到2011年8月，马六甲州政府宣布将本潜艇由法国布雷斯特通过海路运回马六甲，全程长7283海哩（或相等于1万3488公里），历时68天。过程中，曾停泊在4个海港，分别是埃及、沙地阿拉伯、欧曼以及印度。同年11月25日，改建为潜水艇博物馆，现位于马六甲吉里望海边。